# Municipio de Buena Vista (Illinois)
El municipio de Buena Vista (en inglés: Buena Vista Township) es un municipio ubicado en el condado de Schuyler en el estado estadounidense de Illinois. En el año 2010 tenía una población de 1849 habitantes y una densidad poblacional de 19,58 personas por km².

## Geografía
El municipio de Buena Vista se encuentra ubicado en las coordenadas 40°8′28″N 90°37′10″O / 40.14111, -90.61944. Según la Oficina del Censo de los Estados Unidos, el municipio tiene una superficie total de 94.43 km², de la cual 94,41 km² corresponden a tierra firme y (0,02 %) 0,02 km² es agua.

## Demografía
Según el censo de 2010, había 1849 personas residiendo en el municipio de Buena Vista. La densidad de población era de 19,58 hab./km². De los 1849 habitantes, el municipio de Buena Vista estaba compuesto por el 90,54 % blancos, el 7,79 % eran afroamericanos, el 0,32 % eran amerindios, el 0,38 % eran asiáticos, el 0,81 % eran de otras razas y el 0,16 % eran de una mezcla de razas. Del total de la población el 1,03 % eran hispanos o latinos de cualquier raza.